# Parti social-libéral croate
Pour les articles homonymes, voir Parti social libéral et HSLS.
Le Parti social-libéral croate (en croate, Hrvatska socijalno liberalna stranka, HSLS) est un parti politique de Croatie, de type libéral. Il est membre associé du Parti de l'Alliance des libéraux et des démocrates pour l'Europe et de l'Internationale libérale.

## Histoire
Le HSLS a été fondé le 20 mai 1989 sous le nom Union sociale-libérale croate (Hrvatski socijalno liberalni savez - HSLS). Il fut le premier parti démocratique fondé en Croatie sous le régime communiste en ex-Yougoslavie. Son premier président fut Slavko Goldstein. Dražen Budiša fut le président du parti entre 1990 et 2003, la direction du parti étant temporairement exercée par Vlado Gotovac entre février 1996 et novembre 1997.
Lors des premières élections démocratiques en Croatie, début 1990, le parti a obtenu ses trois premiers députés. Lors des élections en 1992, il a obtenu 16 députés ce qui en a fait le principal parti d'opposition. Toutefois, il s'effondra lors des élections de 1995 au profit du Parti social-démocrate de Croatie.
Membre de la coalition d'opposition formée par six partis du centre-gauche et du centre-droit, le HSLS obtint, lors des élections du 3 janvier 2000, 15,23 % des voix et 23 sièges de députés. Dans le premier Gouvernement dirigé par Ivica Račan, le parti obtint les postes de Vice-président du Gouvernement, cinq ministres et plusieurs postes de Vice-ministre. À partir de 2002, le HSLS commença à montrer des désaccords avec les autres partis de la coalition : il prit une approche plus nationaliste face aux accusations de tolérance envers les criminels de guerre faites par le Tribunal pénal international pour l'ex-Yougoslavie et il fit obstruction à la ratification d'un accord la Slovénie au sujet du statut de la centrale électrique nucléaire commune de Krško. Ceci provoqua la démission du président du Gouvernement et la direction nationale du parti constata en juillet 2002 que le HSLS n'était plus d'accord avec les autres partis de la coalition sur un certain nombre de points ; le parti ne prit donc pas part au second gouvernement formé par Račan. Ces prises de position entrainèrent la scission du parti en deux : la faction principale conserva l'appellation HSLS et 14 députés au Parlement ; la faction dissidente forma un nouveau parti dénommé Libra (Parti des libéraux-démocrates) auquel adhérèrent 9 députés et qui part au second gouvernement de Račan.
Lors des élections parlementaires qui eurent lieu le 23 novembre 2003, forma une coalition électorale  avec le Centre démocratique (DC). Le HSLS s'effondra en obtenant seulement 1,32 % des voix et deux députés.

## Le parti aujourd'hui
Le président actuel du HSLS est, depuis le 16 novembre 2019, Dario Hrebak. Le parti dispose de trois députés au parlement croate. Il est organisé en une direction nationale, 17 organisations régionales et en organisations locales. Il dispose également d'une organisation de jeunesse : les Mladi hrvatski liberali (MHL).
Le parti défend les idées de démocratie et de justice sociale au sein de la République de Croatie.

## Personnalités
- Ivan Čehok, président du parti (2003 à 2006).